# Sestos
Sestos (en grec ancien Σηστός / Sêstós) est une ville antique de Chersonèse de Thrace située à l'endroit le plus étroit des Dardanelles et faisant face, côté asiatique, à Abydos. Sa position stratégique en fait un point de ravitaillement important pendant l'Antiquité, sur la route des Détroits.
Selon Hérodote (VII, 33), la cité est fondée par des Éoliens de Lesbos au VIIe siècle av. J.-C. Elle est fameuse pour la légende de Héro et Léandre qui s'y rattache. Au VIe siècle av. J.-C., elle est la possession de l'Empire achéménide. C'est à Sestos qu'est installé le pont de bateaux de Xerxès Ier, en 481 av. J.-C., au début de la Seconde guerre médique, reliant l'Asie à l'Europe. Après la bataille du cap Mycale (automne 479 av. J.-C.), Athènes assiège Sestos et s'en empare après un hiver.
En 334 av. J.-C., l'essentiel des forces d'Alexandre le Grand, en partance pour la conquête du royaume des Achéménides, embarque du port de Sestos. Elle est prise en 201 av. J.-C. par Philippe V de Macédoine pendant sa campagne de Thrace contre Attale Ier de Pergame et les Romains. La ville conserve un rôle important sous l'Empire romain, du moins jusqu'à ce que Constantinople devienne la nouvelle capitale. À partir de ce moment, elle connaît un rapide déclin.
En 1810, Lord Byron traverse le détroit à la nage en partant d'Abydos à l'imitation de Léandre qui traversait le détroit la nuit pour aller retrouver sa bien-aimée Héro, prêtresse d'Aphrodite à Sestos. Après cette traversée il a écrit un poème intitulé The bride of Abydos dont les protagonistes s'appellent Selim et Zuleika.